# Gibbs (Missouri)
Gibbs – wieś w Stanach Zjednoczonych, w stanie Missouri, w hrabstwie Adair.